# Sheraton Grande Ocean Resort
Le Sheraton Grande Ocean Resort (シェラトン・グランデ・オシャンリゾー) est un gratte-ciel de 153,8 mètres de hauteur construit en 1994 dans la ville de Miyazaki dans le sud du japon
C'est le plus haut immeuble de la Préfecture de Miyazaki et de l'île de Kyushu ainsi que l'unique gratte-ciel de Miyazaki 
Il abrite un hôtel de la chaîne Sheraton.